# Serguei Makovski
Serguei Konstantínovitx Makovski (rus: Сергей Константинович Маковский - Sant Petersburg, 1877 - París, 1962) fou un poeta i crític d'art rus. Fill del pintor Konstantín Makovski, a part de la seva tasca crítica també va organitzar nombroses exposicions artístiques i de 1909-1917 va editar la revista Apol·lon a Sant Petersburg, que va tenir gran influència en el món artístic rus.